# Cesare Burali-Forti

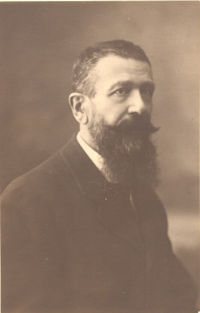
Burali-Forti

Cesare Burali-Forti (* 13. August 1861 in Arezzo; † 21. Januar 1931 in Turin, Italien) war ein italienischer Mathematiker und Logiker aus der Gruppe um Giuseppe Peano. 
Er arbeitete von 1895 bis 1908 maßgeblich an dem von Peano herausgegebenen fünfbändigen Werk Formulaire de mathématiques mit, welches sehr bedeutend für die Weiterentwicklung der formalen Logik war. Die Ideen Peanos zur mathematischen Logik wurden von ihm in allgemeinverständlicher Form in dem Buch Logica mathematica beschrieben, welches 1894 erschien. Er arbeitete während eines Großteils seiner wissenschaftlichen Karriere an der Mathematischen Fakultät der Universität Turin. Er wurde vor allem bekannt durch die 1897 erfolgte Entdeckung des Burali-Forti-Paradoxons, das bei der Bildung der Menge aller Ordinalzahlen entsteht.
Er veröffentlichte mit Tommaso Boggio eine Monographie über theoretische Mechanik und 1924 einen (missglückten) Versuch einer invarianten Formulierung der Theorie gekrümmter Räume, der auch die Allgemeine Relativitätstheorie angriff.
Der Asteroid (17891) Buraliforti wurde 2001 nach ihm benannt.

## Schriften (Auswahl)
- Logica matematica. Hoepli, Mailand 1894, (Digitalisat).
- Introduction à la géométrie différentielle. Suivant la méthode de H. Grassmann. Gauthier-Villars, Paris 1897, (Digitalisat).
- Una questione sui numeri transfiniti. In: Rendiconti del Circolo matematico di Palermo. Band 11, 1897, S. 154–164, (Digitalisat; wiederveröffentlicht: A question on transfinite numbers. In: Jean van Heijenoort: From Frege to Gödel. A Source Book in Mathematical Logic, 1879–1931. Harvard University Press, Cambridge MA u. a. 1967, S. 104–111).
- Sulle classi ben ordinate. In: Rendiconti del Circolo matematico di Palermo. Band 11, 1897, S. 260, (Digitalisat; wiederveröffentlicht: On well-ordered classes. In: Jean van Heijenoort: From Frege to Gödel. A Source Book in Mathematical Logic, 1879–1931. Harvard University Press, Cambridge MA u. a. 1967, S. 111–112).
- Lezioni Di Geometria Metrico-Proiettiva (= Biblioteca matematica. 10, ZDB-ID 1002793-2). Fratelli Bocca, Turin 1904.
- Corso di geometria analitico-proiettiva per gli allievi della R. Accademia Militare. G. B. Petrini di G. Gallizio, Turin 1912.
- mit Roberto Marcolongo: Analyse vectorielle générale. 2 Bände. Mattéi & C., Pavia u. a. 1912–1913;
  - Band 1: Transformations linéaires. 1912, (Digitalisat);
  - Band 2: Applications à la mécanique et à la physique. 1913, (Digitalisat).
- Geometria descrittiva. 2 Bände. S. Lattes & C., Turin u. a. 1921–1922;
  - Band 1: Assonometria. 1921, (Digitalisat);
  - Band 2: Proiezione quotata – proiezione monge – prospettiva. 1922, (Digitalisat).
- mit Tommaso Boggio: Meccanica razionale. S. Lattes & C., Turin u. a. 1921, (Digitalisat).
- mit Tommaso Boggio: Espaces courbes. Critique de la Relativité. Sten, Turin 1924.